# Sicyases
Sicyases is een geslacht van straalvinnige vissen uit de familie van schildvissen (Gobiesocidae).

## Soorten
- Sicyases brevirostris (Guichenot, 1848)
- Sicyases hildebrandi Schultz, 1944
- Sicyases sanguineus Müller & Troschel, 1843